# Air Trader

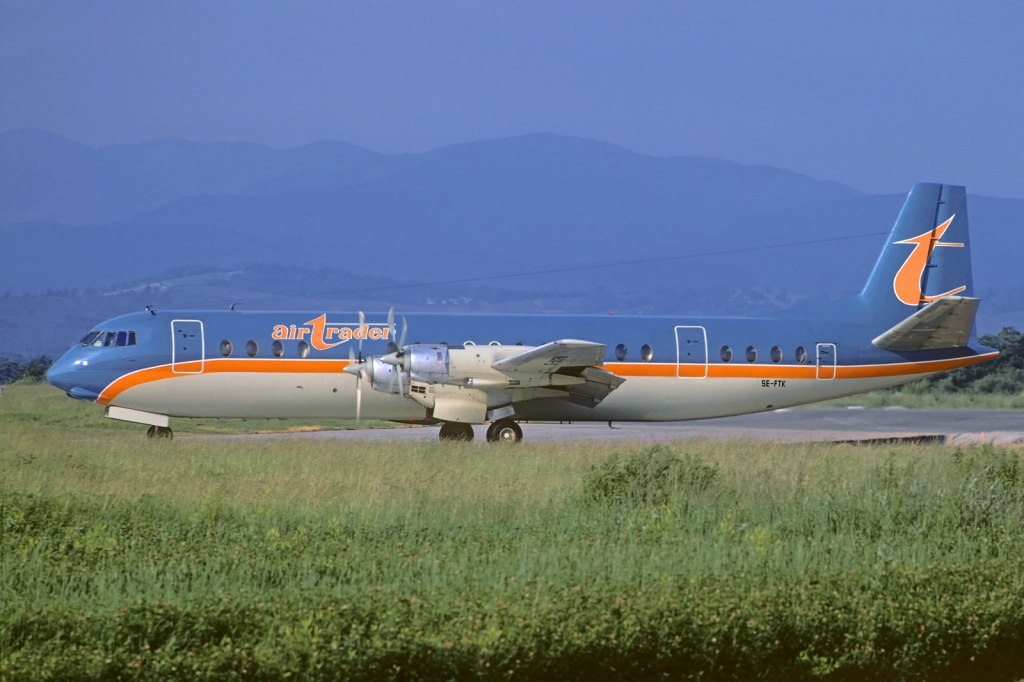
Air Trader Vanguard 952 SE-FTK, 1972

Air Trader var ett svenskt flygbolag bildat den 19 april 1970. Man köpte 3 st ex Air Canada Vickers Vanguard för transporter av tomater med mera från södra Europa och började flyga januari 1972. Eftersom flygplanen var dyra i inköp gick flygbolaget i konkurs redan 9 mars 1973. 
Ett extra flygplan köptes även in som reservdelsplan på Bromma flygplats. Planet stod sedan länge som brandövningsplan uppe vid västra Bromma, intill Riksby koloniområde.